# Рамон Астудільйо
Рамон Астудільйо (ісп. Ramón Astudillo) — аргентинський футболіст, що грав на позиції захисника, зокрема, за клуб «Колон», а також національну збірну Аргентини.

## Клубна кар'єра
У футболі відомий за виступами за команду «Колон». 

## Виступи за збірну
Був присутній в заявці збірної Аргентини на чемпіонаті світу 1934 року в Італії, але на поле не виходив.